# Noa Tishby

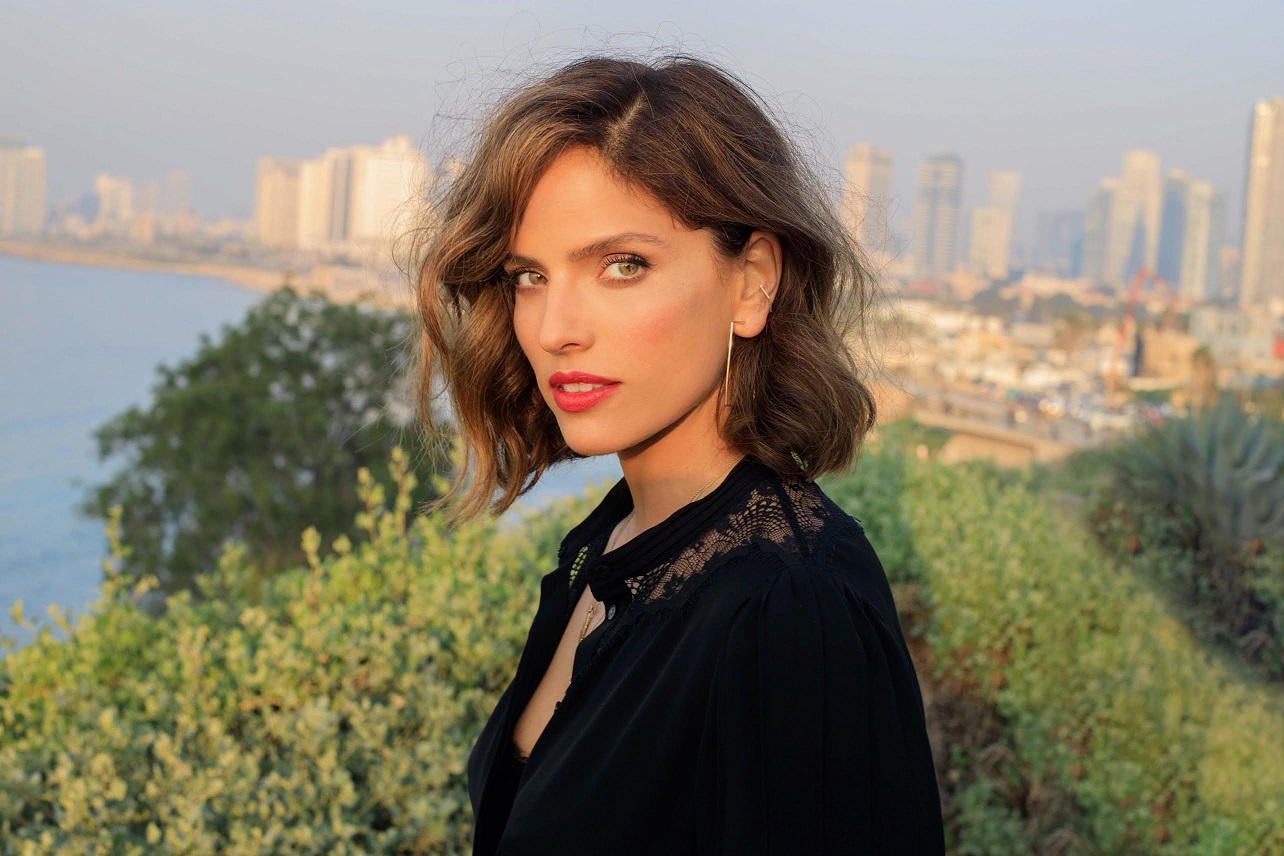

Noa Tohar Tishby (hebräisch נועה טוהר תשבי; * 1975) ist eine israelische Schauspielerin, Aktivistin und Autorin.

## Biografie
Ihr Großvater Nahum Tisch war der Gründer des israelischen Ministeriums für Industrie und Handel und ihr Großvater Hanan Yavor war Israels erster Botschafter in Westafrika. Ihre Großmutter Fania Artzi zählte zu den Gründern Deganias, des ersten Kibbuz auf später israelischem Boden.
Tishby begann schon in jungen Jahren mit der Schauspielerei und trat bereits im Alter von acht Jahren in Werbespots auf. Als Teenager erhielt sie ein Schauspielstipendium des Tel Aviv Museum of Art und spielte in mehreren Bühnenproduktionen und Fernsehshows mit.
In den 1990er Jahren erlangte sie in Israel Berühmtheit, indem sie in der israelischen Fernsehserie „Ramat Aviv Gimmel“ auftrat und die Rolle der Anita in einer Produktion von „West Side Story“ im Habima Theatre spielte. Sie veröffentlichte außerdem ein englischsprachiges Album (Nona) und erschien als Model auf Zeitschriftencovern und Plakatwerbung. Anfang der 2000er Jahre zog sie nach Los Angeles.
Tishby war in einer Reihe von Fernsehrollen in Serien wie „Star Trek“, „Nip/Tuck“, „CSI: Den Tätern auf der Spur“, „4400“ und „Charmed – Zauberhafte Hexen“ zu sehen.
Tishby verkaufte die israelische Dramaserie BeTipul an HBO. Es war das erste israelische Format, das in den USA ausgestrahlt wurde.
Tishby war mit dem Finanzexperten Ross Hinkle liiert. Aus dieser Beziehung hat sie den Sohn Ari (* 2015).

## Veröffentlichungen
- Israel. A Simple Guide to the Most Misunderstood Country on Earth. Free Press, New York 2021, ISBN 978-1-982-14493-7. (Deutsche Ausgabe: Israel. Der Faktencheck über das am meisten missverstandene Land der Welt. Gütersloher Verlagshaus, Gütersloh 2022, ISBN 978-3-579-06282-2)